# Panamerikanische Spiele 2019/Leichtathletik – 800 m der Frauen

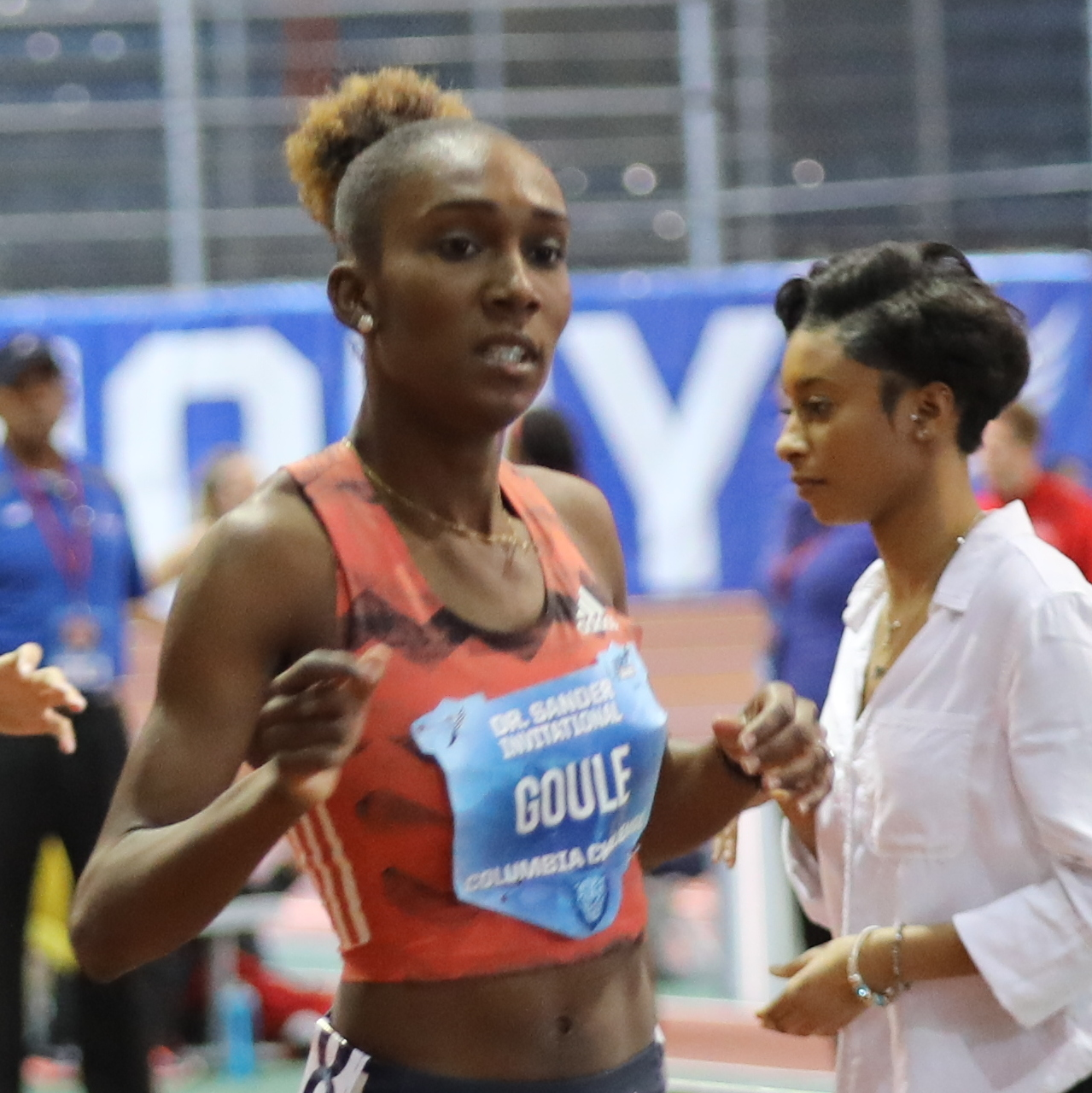
Die Siegerin Natoya Goule (2019)

Der 800-Meter-Lauf der Frauen bei den Panamerikanischen Spielen 2019 fand am 6. und 7. August im Villa Deportiva Nacional in der peruanischen Hauptstadt Lima statt.
14 Läuferinnen aus zehn verschiedenen Ländern traten zu den Läufen an. Die Goldmedaille gewann Natoya Goule nach 2:01,26 min, Silber ging an Rose Mary Almanza mit 2:01,64 min und die Bronzemedaille gewann Deborah Rodríguez mit 2:01,66 min.

## Rekorde
Vor dem Wettbewerb galten folgende Rekorde:
| Weltrekord        | Jarmila Kratochvílová | 1:53,28 min | München, BR Deutschland                  | 26. Juli 1983  |
| Rekord der Spiele | Ana Fidelia Quirot    | 1:58,71 min | Panamerikanische Spiele in Havanna, Kuba | 8. August 1991 |

## Halbfinale
Aus den zwei Halbfinalläufen qualifizierten sich die jeweils drei Ersten jedes Laufes – hellblau unterlegt – und zusätzlich die zwei Zeitschnellsten – hellgrün unterlegt – für das Finale.

### Lauf 1
6. August 2019, 17:07 Uhr
| Platz | Bahn | Athletin          | Land      | Zeit (min) |
| ----- | ---- | ----------------- | --------- | ---------- |
| 1     | 3    | Rose Mary Almanza | Kuba      | 2:05.25    |
| 2     | 8    | Sonia Gaskin      | Barbados  | 2:05,85    |
| 3     | 6    | Déborah Rodríguez | Uruguay   | 2:06,30    |
| 4     | 5    | Alethia Marrero   | Kolumbien | 2:06,87    |
| 5     | 7    | Andrea Calderón   | Ecuador   | 2:08,49    |
| 6     | 4    | Jazmine Fray      | Jamaika   | 2:10,14    |
|       | 2    | Maïté Bouchard    | Kanada    | DNF        |

### Lauf 2
6. August 2019, 17:15 Uhr
| Platz | Bahn | Athletin            | Land                | Zeit (min) |
| ----- | ---- | ------------------- | ------------------- | ---------- |
| 1     | 6    | Natoya Goule        | Jamaika             | 2:02,68    |
| 2     | 4    | Sade Sealy          | Barbados            | 2:03,23 PB |
| 3     | 8    | Alena Brooks        | Trinidad und Tobago | 2:03,79    |
| 4     | 5    | Lindsey Butterworth | Kanada              | 2:03,82    |
| 5     | 7    | Mariela Luisa Real  | Mexiko              | 2:05,73    |
| 6     | 2    | Johana Arrieta      | Kolumbien           | 2:06,00    |
| 7     | 3    | Athing Mu           | Vereinigte Staaten  | 2:07,30    |

## Finale
7. August 2019, 16:00 Uhr
| Platz | Bahn | Athletin            | Land                | Zeit (min) |
| ----- | ---- | ------------------- | ------------------- | ---------- |
|       | 5    | Natoya Goule        | Jamaika             | 2:01,26    |
|       | 4    | Rose Mary Almanza   | Kuba                | 2:01,64    |
|       | 7    | Déborah Rodríguez   | Uruguay             | 2:01,66 SB |
| 4     | 9    | Sade Sealy          | Barbados            | 2:02,23 PB |
| 5     | 6    | Lindsey Butterworth | Kanada              | 2:02,68    |
| 6     | 8    | Alena Brooks        | Trinidad und Tobago | 2:02,75    |
| 7     | 3    | Mariela Luisa Real  | Mexiko              | 2:04,56    |
| 8     | 2    | Sonia Gaskin        | Barbados            | 2:05,68    |